# Godiasco
Godiasco est une commune italienne de la province de Pavie, en région Lombardie.

## Administration
| Période                                  | Période  | Identité        | Étiquette | Qualité |
| ---------------------------------------- | -------- | --------------- | --------- | ------- |
| 14 juin 2004                             | En cours | Angelo Deantoni |           |         |
| Les données manquantes sont à compléter. |          |                 |           |         |

### Hameaux
Salice Terme, San Giovanni Piumesana, Monte Alfeo.

### Communes limitrophes
Casalnoceto, Cecima, Montesegale, Ponte Nizza, Pozzol Groppo, Rivanazzano, Rocca Susella, Volpedo.